# پرباله‌ماهی
پُرباله ماهی، Polypterus، اژدرماهی، بشیر یک جنس از ماهی های آب شیرین  در خانواده اژدرسانان( پرباله ماهیان ) از راسته پُرباله ماهیان . گونه شاخص آن، پُرباله ماهی نیل (P. bichir) است. ماهی های این جنس در مناطق مختلف آفریقا زندگی می کنند. پولیپتروس تنها مهره دار شناخته شده ای است که ریه دارد اما نای ندارد.
ریشه شناسی نام جنس، برگرفته از ترکیبی از پیشوند یونانی  πολυ-، پلی (بسیاری از) و πτερον ریشه کلمه، pteron (بال یا باله) – "بسیاری از باله" میباشد.

## تنفس بازیافتی
در آب های کم عمق، پولیپتروس عمدتاً از طریق روزنک (چاله دمنده) خود تنفس می کند. نیروی بازدم توسط ماهیچه های تنه انجام می شود. در حین بازدم، پوسته های استخوانی در قسمت بالایی قفسه سینه فرو رفته می شوند. هنگامی که ماهیچه ها شل می شوند، فلس های استخوانی به موقعیت خود باز می گردند و فشار منفی در داخل تنه ایجاد می کنند و در نتیجه هوا از طریق مارپیچ به سرعت وارد می شود. هوا تقریباً برای پر کردن ریه ها کافی است. به دنبال آن یک چرخه پمپاژ باکال (دهانی) انجام می شود که ریه ها را "بالا" می برد و هوای اضافی از فرآیند پمپاژ باکال از طریق حلق تخلیه می شود. بر اساس یک فرضیه، چهار اندامان دوونین ممکن است به این طریق استنشاق کرده باشند.

## کشف
پولیپتروس در سال 1802 توسط اتین جفروی سنت هیلر کشف، توصیف و نامگذاری شد. سرده ای از 10 گونه سبز تا زرد قهوه ای است. طبیعت شناسان مطمئن نبودند که آن را یک ماهی یا دوزیست بدانند. اگر ماهی بود چه نوع بود: استخوانی، غضروفی یا ریه ماهی؟ 
برخی پولیپتروس را فسیلی زنده می‌دانستند، بخشی از حلقه مفقود شده بین ماهی‌ها و دوزیستان، که به نشان دادن چگونگی تکامل باله‌های ماهی و تبدیل شدن به اندام‌های جفت کمک می‌کند.

## گونه ها
- پُرباله ماهی گینه Boulenger ، 1910 (Ginean bichir)
- پُرباله ماهی نیل Lacépède ، 1803
  - P. b. bichir Lacépède ، 1803 (Nile bichir)
  - P. b. نظرسنجی katangae ، 1941
  - P. b. lapradei Steindachner ، 1869
- پُرباله ماهی کنگو Boulenger ، 1898
- پُرباله ماهی راه راه Boulenger ، 1899 (Barred bichir)
- Polypterus endlicheri Heckel ، 1847
- Polypterus mokelembembe Schliewen & Schäfer ، 2006 (بیچر مُکِله مبه مبه)
- Polypterus ornatipinnis Boulenger ، 1902 (بیچر آراسته)
- Polypterus palmas Ayres ، 1850
  - P. p. buettikoferi Steindachner ، 1891 (بیچیر بوتیکوفر)
  - P. p. پالماس آیرس ، 1850 (بیچر باله کوتاه)
- Polypterus polli JP Gosse ، 1988 (بیچر پُل)
- Polypterus retropinnis Vaillant ، 1899 (بیچر ماهی آفریقای غربی)
- Polypterus senegalus Cuvier ، 1829 (Gray bichir)
  - پ.س. نظرسنجی meridionalis ، 1941
  - پ.س. سنگالوس کوویر ، 1829
- Polypterus teugelsi Britz ، 2004 (Cross River bichir)
- Polypterus weeksii Boulenger ، 1898 (لکه‌دار bichir)

1. ↑  Graham, Jeffrey B.; Wegner, Nicholas C.; Miller, Lauren A.; Jew, Corey J.; Lai, N Chin; Berquist, Rachel M.; Frank, Lawrence R.; Long, John A. (2014). "Spiracular air breathing in polypterid fishes and its implications for aerial respiration in stem tetrapods". Nature Communications. 5: 3022. Bibcode:2014NatCo...5.3022G. doi:10.1038/ncomms4022. ISSN 2041-1723. PMID 24451680.
2. ↑  Vickaryous, Matthew K.; Sire, Jean-Yves (2009). "The integumentary skeleton of tetrapods: origin, evolution, and development". Journal of Anatomy. 214 (4): 441–464. doi:10.1111/j.1469-7580.2008.01043.x. ISSN 0021-8782. PMC 2736118. PMID 19422424.
3. 1 2  Hall (2001)